# 후주
후주(後周, 951년 ~ 960년)는 오대십국 시대 중 오대(五代) 최후의 왕조로서 후한(後漢)의 실력자였던 곽위(郭威)가 건국한 나라이다. 국호는 주(周)였으나, 무왕이 세운 주와 구별하기 위해 후주라고 불렀다. 수도는 개봉(카이펑)이었다.

## 역사
건국자 곽위는 후한의 개국공신으로 유지원(劉知遠)으로부터 신임을 얻어 중용되었고, 유지원이 죽으면서 아들을 보필할 인물로 지명한 대신 중 하나이기도 했다. 은제(隱帝)가 즉위했으나, 오히려 백부와 짜고, 고명대신들을 멀리하고 그들을 살해했다. 곽위는 마침 반란 진압을 위해 바깥에 있었기에 위험을 피했지만, 신변의 위험을 느끼고, 은제에 대해 반란을 일으켰다. 곽위의 반란에 놀라던 은제가 신하에게 살해되고, 곽위는 카이펑에 입성해 당시 서주에 있던 유빈(劉贇)을 새로운 황제로 앉히고, 자신은 거란을 공격하기 위해 북상했다. 하지만 파견한 부하에 의해 유빈이 노상에서 피살되었기에 스스로 황제에 즉위하여 새로운 왕조인 후주를 열었다.

### 내정 개혁
곽위는 즉위 후 일련의 개혁을 추진했다. 954년 곽위가 죽자 그의 양자인 시영(柴栄)이 즉위하니, 그가 바로 오대 제일의 명군(名君)이라 일컫는 세종(世宗)이었다. 세종은 곽위의 개혁을 물려받아 내정에 힘을 기울여 국력을 충실히 하여 오랜 전란 속에 황폐해진 중원의 경제를 크게 회복시켰다. 이것을 바탕으로 군사적으로 강대해진 후주는 당나라 붕괴 후 아무도 이루지 못한 천하통일을 목표로 원정에 나섰다. 
후주의 1,2대 황제는 중국 역사상 그 예를 찾아볼 수 없을 정도로 유능한 황제였고, 곽위는 자신의 무덤에 석비 하나만이 있었고, 그 석비마저 새겨진 명문은 매우 간소하고, 소박했다.

### 통일 전쟁
시영이 즉위한 직후 북한(北漢)이 기회를 노리고 군대를 이끌고 남하했다. 후주의 불안정한 내부사정과 후주의 역량을 시험하기 위한 탐색전과 비슷했다. 시영은 직접 군사를 이끌고 출정하여 고평전투에서 북한의 군대를 격파했다. 후주의 반격에 크게 패한 북한은 이후 세력을 잃어갔다. 그 후 시영은 적극적인 원정에 나서 후촉(後蜀)을 멸망시키고, 955년 ~ 958년 세 차례에 걸쳐 친정하여 남당(南唐)을 공격하였다. 이것으로 후주의 판도는 장강 이북의 대부분을 지배하게 되었다.
959년 시영은 오대의 국가들의 비원이었으며, 북방의 요나라를 견제하기 위해 연운십육주 탈환에 나섰다. 일련의 전투에서 요나라 군사들 격파하고 유주를 되찾은 시영은 계속 진군하려 했으나, 갑자기 병환으로 쓰러져 원정은 중지할 수밖에 없었다. 959년 원정에서 돌아오던 도중 젊은 나이에 세상을 떠났다.

### 그 후
세종이 죽은 후, 7살의 시종훈(柴宗訓)이 뒤를 이었으나, 아직 어린 황제에 대해 불안을 느꼈던 군인들은 원정군의 사령관이었던 전전도점검(殿前都點檢; 근위군 사령관)인 조광윤(趙匡胤)을 옹립했다. 한통과 수비군들을 처지하고 개봉에 입성한 조광윤은 공제(시종훈)로부터 선양을 받아 송나라를 세웠다. 일련의 사건을 진교의 변이라 부른다.
이로써 후주는 3대 만에 멸망했으나, 후주 가신들과의 협약으로 조광윤은 과거 자신의 스승이자 시종훈의 보호자로 신문열(辛文悅)을 임명하여, 후주 가신들에게 전임 황제를 살해할 의사가 없다는 의사를 명백히 밝혔다. 또한 시종훈이 병으로 인해 일찍 세상을 떠날 때 황제의 예우로 장례를 치러주었다. 조광윤의 유훈(遺訓)에 의해 시종훈의 자손은 남송이 멸망할 때까지 300년간 두터운 보호를 받게 되었다.

## 역대 황제
| 대수  | 묘호                            | 시호                                    | 휘                              | 연호                                      | 재위 기간     | 능호       |
| ----- | ------------------------------- | --------------------------------------- | ------------------------------- | ----------------------------------------- | ------------- | ---------- |
| -     | 주 신조 (周信祖) (주 태조 추숭) | 예화황제 (睿和皇帝)                     | 곽영(郭璟)                      | -                                         | -             | 온릉(溫陵) |
| -     | 주 희조 (周僖祖) (주 태조 추숭) | 명헌황제 (明憲皇帝)                     | 곽심(郭諶)                      | -                                         | -             | 제릉(齊陵) |
| -     | 주 의조 (周義祖) (주 태조 추숭) | 익순황제 (翼順皇帝)                     | 곽온(郭蘊)                      | -                                         | -             | 절릉(節陵) |
| -     | 주 경조 (周慶祖) (주 태조 추숭) | 장숙황제 (章肅皇帝)                     | 곽간(郭簡)                      | -                                         | -             | 흠릉(欽陵) |
| 제1대 | 주 태조 (周太祖)                | 성신공숙문무효황제 (聖神恭肅文武孝皇帝) | 곽위(郭威)                      | 광순(廣順) 951년 ~ 953년 현덕(顯德) 954년 | 951년 ~ 954년 | 숭릉(嵩陵) |
| 제2대 | 주 세종 (周世宗)                | 예무효문황제 (睿武孝文皇帝)             | 시영(柴榮) (곽영<郭榮>)         | 현덕(顯德) 954년 ~ 959년                  | 954년 ~ 959년 | 경릉(慶陵) |
| 제3대 | -                               | 공황제 (恭皇帝)                         | 시종훈(柴宗訓) (곽종훈<郭宗訓>) | 현덕(顯德) 959년 ~ 960년                  | 959년 ~ 960년 | 순릉(順陵) |